# The Mansion Cat
The Mansion Cat è un cortometraggio d'animazione televisivo del 2001 scritto e diretto da Karl Toerge.
Primo cortometraggio della serie Tom & Jerry a venire prodotto in 34 anni (l'ultimo era stato Il sogno di Tom del 1967), oltre ad essere l'unico cortometraggio televisivo della serie, fu una delle ultime produzioni della Hanna-Barbera. Per l'occasione Joseph Barbera tornò a lavorare su un corto della serie dopo 43 anni, facendo da consulente per la sceneggiatura e dando la voce al padrone di Tom. L'animazione fu realizzata dallo studio sudcoreano Koko Enterprises. Il corto fu trasmesso su Boomerang l'8 aprile 2001, mentre l'edizione italiana fu trasmessa su Cartoon Network il 25 aprile 2001.

## Trama
Il padrone di Tom dice al gatto che se ne andrà per un po', che la villa è in perfetto stato e che questa volta non vuole che Tom incolpi Jerry di eventuali disastri. Quando il padrone se ne va, Tom caccia Jerry fuori dalla villa, si siede sul divano e mangia molto cibo rubato dal frigorifero mentre guarda la televisione. Successivamente, Jerry rientra in casa e ne segue un lungo inseguimento che provoca ingenti danni alla casa. Durante l'inseguimento, tra le altre cose, Jerry spinge Tom in un videoregistratore da cui il gatto esce in forma di videocassetta, Tom intrappola Jerry in una caffettiera, Jerry intrappola Tom in un frigorifero, Jerry risucchia Tom e metà del soggiorno in un aspirapolvere e infine Tom insegue Jerry attraverso il cortile e dentro la casa su un tosaerba; Tom infine fa schiantare accidentalmente il tosaerba contro l'auto del suo proprietario appena tornato, che poi dice a Tom che "è meglio come ornamento per il cofano che come gatto domestico".